# خوینو (شهرستان شاموتوو)
خوینو (به لهستانی:  Chojno) یک روستا در لهستان است که در گمینا ورونکی واقع شده‌است. خوینو ۳۱۰ نفر جمعیت دارد.